# Sebastiano Siviglia
Sebastiano Siviglia (* 29. März 1973 in Palizzi) ist ein ehemaliger italienischer Fußballspieler.

## Spielerkarriere

### Die Anfänge
Sebastiano Siviglia startete seine Karriere beim AC Parma, wo er zwischen 1990 und 1993 drei Jahre lang unter Vertrag stand, aber in keinem Ligaspiel zum Einsatz kam. Anschließend verließ er den Erstligisten, um einen Vertrag beim unterklassigen Team von AG Nocerina zu unterschreiben. Dort war er die folgenden drei Spielzeiten Stammspieler und konnte dermaßen auf sich aufmerksam machen, dass er zum Serie-A-Klub Hellas Verona wechselte. Schon in der ersten Saison stand jedoch der Abstieg fest und da auch in der zweiten Liga der direkte Wiederaufstieg misslang, verließ Siviglia trotz eines Stammplatzes den Verein wieder.

### Atalanta Bergamo
Im Sommer 1998 wechselte Sebastiano Siviglia zum Ligarivalen Atalanta Bergamo, mit dem er im zweiten Jahr den Wiederaufstieg schaffte. Für die Saison 2001/02 war der Verteidiger an den amtierenden italienischen Meister AS Rom ausgeliehen, konnte mit nur fünf Einsätzen in der gesamten Saison nicht überzeugen. Ein Jahr später verlief das Leihgeschäft mit dem AC Parma, während dessen Siviglia nur zwei Mal spielte, sogar noch schlechter.

### Die letzten Jahre
Nach den beiden glücklosen Jahren als Leihspieler zog es Sebastiano Siviglia zum Aufsteiger US Lecce, wo er als Stammspieler zum erfolgreichen Klassenerhalt beitragen konnte. Seit 2004 spielt Siviglia beim Erstligisten Lazio Rom, mit dem er zuletzt 2007/08 sogar in der Champions League aktiv war. Im Sommer 2010 beendete er seine Karriere.

## Erfolge
- 1999/2000 – Aufstieg in die Serie A mit Atalanta Bergamo
- Italienischer Pokalsieger: 2009